# 유바라정
유바라정(湯原町)은 오카야마현 마니와군의 옛 정이다.  2005년 3월 31일, 마니와군 호쿠보정, 오치아이정, 가쓰야마정, 구세정, 가와카미촌, 주카촌, 미카모촌, 야쓰카촌과 합병으로 마니와시가 되어 소멸하였다. 

## 역사
- 1904년 6월 1일 - 마니와군 야와타촌, 간토촌이 합병해 유바라촌이 성립하였다.
- 1940년 11월 3일 - 정으로 승격해 유바라정이 되었다.
- 1956년 9월 30일 - 마니와군 유바라정, 후타가와촌의 1정 1촌이 합병해 유바라정 (2대)이 되었다.
- 2005년 3월 31일 - 마니와군 유바라정 (2대), 오치아이정, 가쓰야마정, 구세정, 유바라정, 가와카미촌, 주카촌, 미카모촌, 야쓰카촌과 합병으로 마니와시가 되었다. 동일 유바라정은 폐지되었다.

## 교통

### 도로
- 요나고 자동차도(일본어판)
- 국도 제313호선 (일본)(일본어판)